# Markraběcí kašna
Markraběcí kašna je barokní pískovcová kašna stojící na náměstí Residenzplatz v hornofranckém městě Bayreuth v Německu. Její výstavba probíhala mezi léty 1699–1705 a autorem byl Elias Räntz. Monument je památkově chráněn.

## Historie
Kašna vznikla na popud markraběte Kristiána Ernsta Braniborsko-Baroutského. Motiv výzdoby kašny adoruje vojenské úspěchy markraběte při osvobozování Vídně během druhého tureckého obléhání roku 1681, za něž získal titul generála císařské kavalérie.

Zhotovením monumentu byl pověřen barokní sochař Elias Räntz a po šesti letech (1699–1705) dokonal impozantní dílo, slavnostně představené k 56. narozeninám markraběte Kristiána Ernsta. Inspiraci našel v mědirytu, vydaném v nakladatelství Verlag Paul Fürst Erben, na kterém je Kristián Ernst zobrazen na vzepjatém koni. Vzorem mu mohla být i jezdecká socha Kristiánova dědečka z hradu Plassenburg u města Kulmbach. Původně stávala kašna na čestném dvoře Starého baroutského zámku, roku 1748 byla přesunuta k jezdecké cestě západně od městských hradeb. Nový baroutský zámek, před kterým se dnes kašna nachází, byl zbudován až později. Na nově vybraném místě však již nebyla dodržena kompozice pískovcových plastik, které svým námětem odkazují k jednotlivým světovým stranám.

Na konci druhé světové války byla kašna silně poškozena. V roce 1946 došlo proto k záchranným pracím, které pokračovaly sérií dalších rekonstrukcí, jež byla dovršena roku 1976.

## Popis
Vzhledem k náměstí Residenzplatz, na němž pískovcová kašna stojí, je situována na vyvýšené platformě, ke které vedou čtyři schody. Samotná kašna je tvořena osmibokou vodní nádrží, z nichž čtyři nároží jsou lehce vklenuty dovnitř. Dolní podstava kašny má průměr 12,5 m a vodní nádrž 9 m. Uvnitř nádrže jsou situovány plastiky, které celkově zaujímají plochu 2,75 m2, obepínající jezdeckou sochu, jenž je umístěna na piedestalu o rozměrech 1,8 x 2,5 m.

Hlavní dominantou kašny je pět metrů vysoká jezdecká socha markraběte Kristiána Ernsta Braniborsko-Baroutského, zobrazujícího sedícího koni, který se vzpírá. Za opaskem má plastika meč a v ruce drží maršálskou hůl. Socha zachycuje moment, kdy najíždí přímo na tureckého vojáka, jenž má bolestí zkřivenou kamennou tvář. Přímo u koně se nachází socha Johanna Tramma ze Stammbachu, dvorního trpaslíka markraběte Kristiána Ernsta, jenž drží nápis PIETAS AD OMNIA UTILIS (v překladu Zbožnosti je zapotřebí ke všemu). Původně byla jezdecká socha a plastika trpaslíka pozlaceny. Sochy trpaslíka a tureckého vojáka staticky podepírají jezdeckou sochu, což plastice koně umožňuje mít vzepjatá přední kopyta. Bez podobné podpěry by postupem času mohlo dojít k deformaci celého sousoší, zejména kvůli zvolenému materiálu, ze kterého je zhotoveno.

Piedestal jezdecké sochy obepíná pás se zlaceným nápisem, jehož první část zní IPSO SERENISS NATAL D. 27. IV L. AN. AET. 56 a odkazuje na životní jubileum markraběte Kristiána Ernsta, jemuž příležitosti byla kašna se sochami věnována. Dále text pokračuje slovy PRINCIPIS IS BONVS EST FONS, EX QVO QVATVOR [AQVAE] ORBIS AD PARTES MOENVS, NABA, SALA, EGRA RVVNT (v překladu Toto je znamenitá knížecí kašna, z níž vytékají řeky Mohan, Nába, Sála, Ohře ve všechny světové strany.) V souvislosti s rekonstrukčními pracemi, kterými kašna prošla, vymizelo z textu slovo AQVAE, a tím latinský text přestal být distichomickým. Původně text plnil funkci chronogramu. Pokud bychom tučně zvýrazněná písmena (na piedestalu jsou vyhotovena nápadně větší než ostatní) chápali jako římské číslice a sečetli je dohromady, výsledkem by se stalo číslo 1705, tedy rok dokončení kašny.

Kolem jezdecké sochy jsou umístěny čtyři alegorické plastiky, sedící na exotických zvířatech (popř. mytických stvořeních), jež symbolizují čtyři řeky pramenící ve Smrčinách. Antropomorfní plastiky znázorňují čtyři v té době známé kontinenty – Afriku, Ameriku, Asii a Evropu. Na straně s alegorií Asie se taktéž nachází erb braniborsko-baroutského markrabství. Ze zvířecích tlam vytéká proud vody, původně tryskající přímo ve čtyři světové strany.

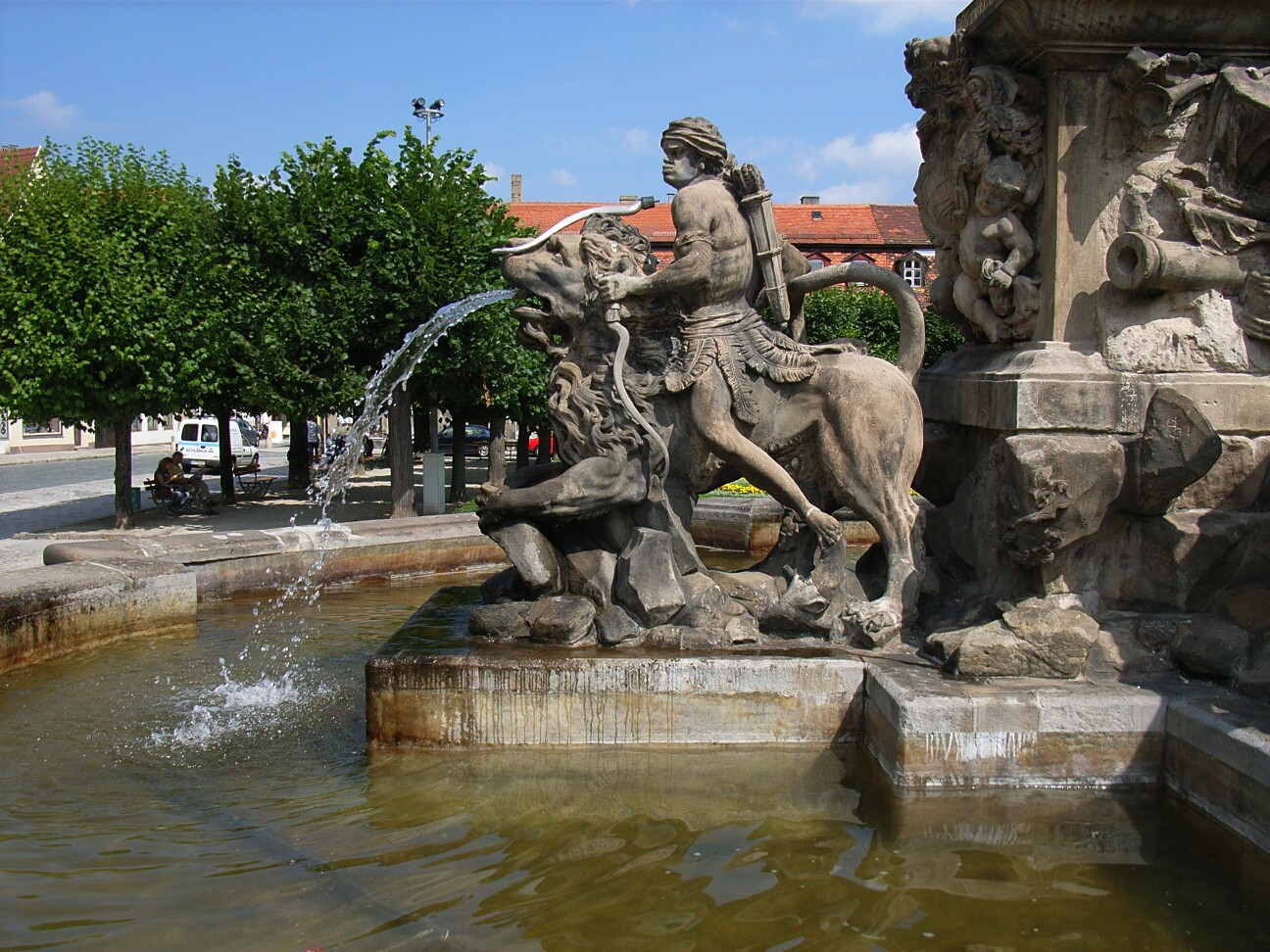
Afričan na lvovi, Nába
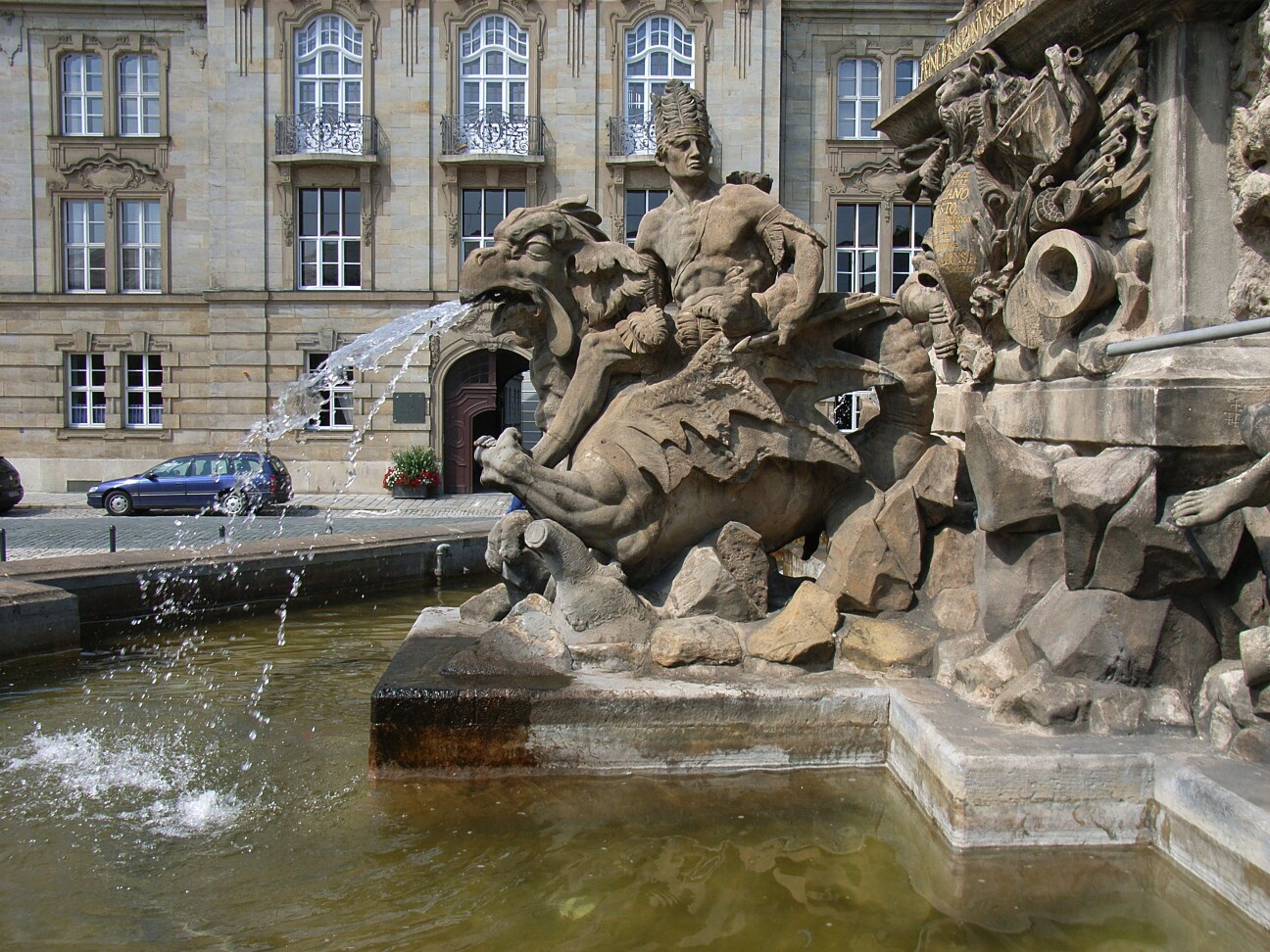
Indián na gryfovi, Mohan
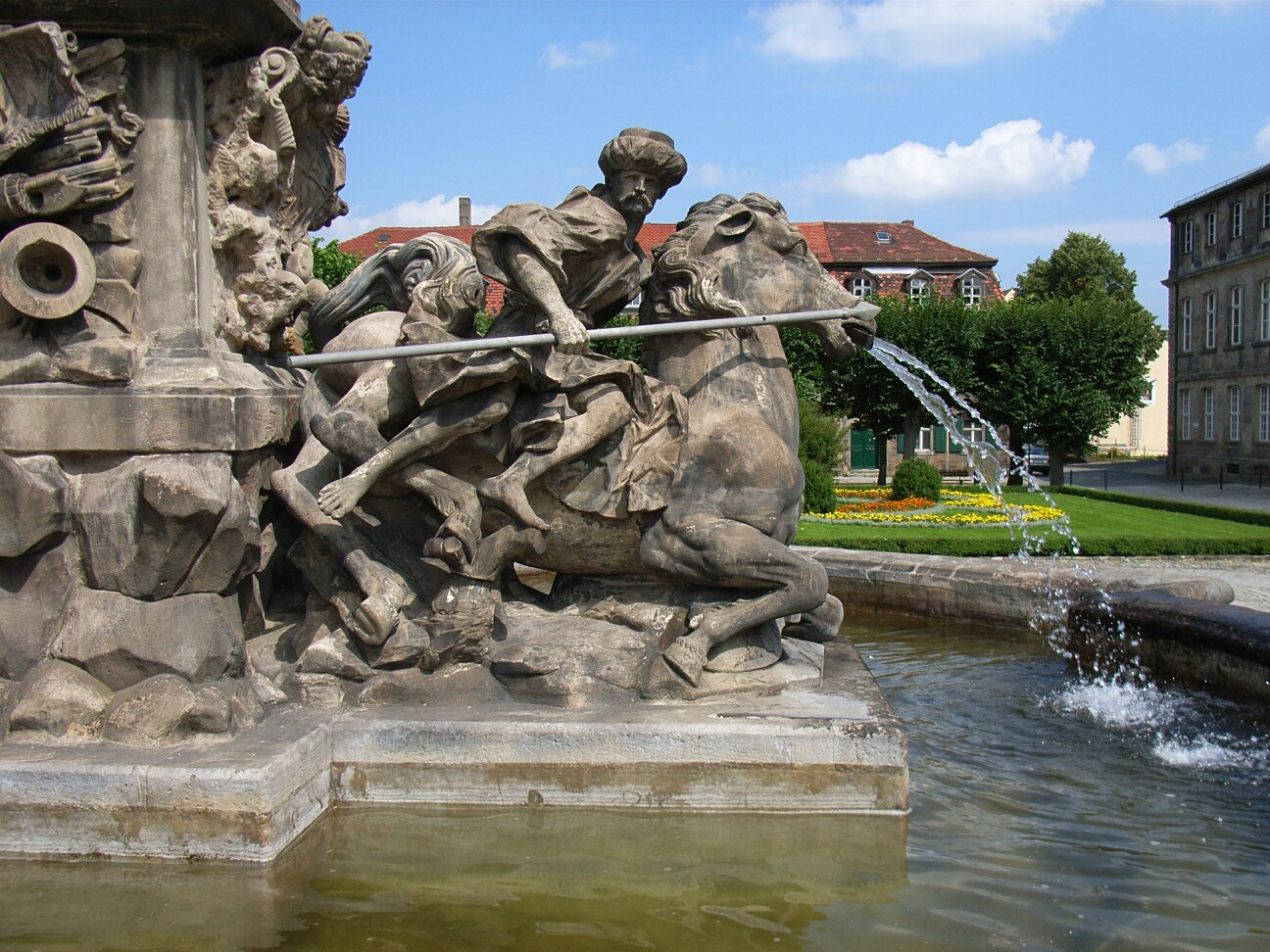
Turek na koni, Ohře
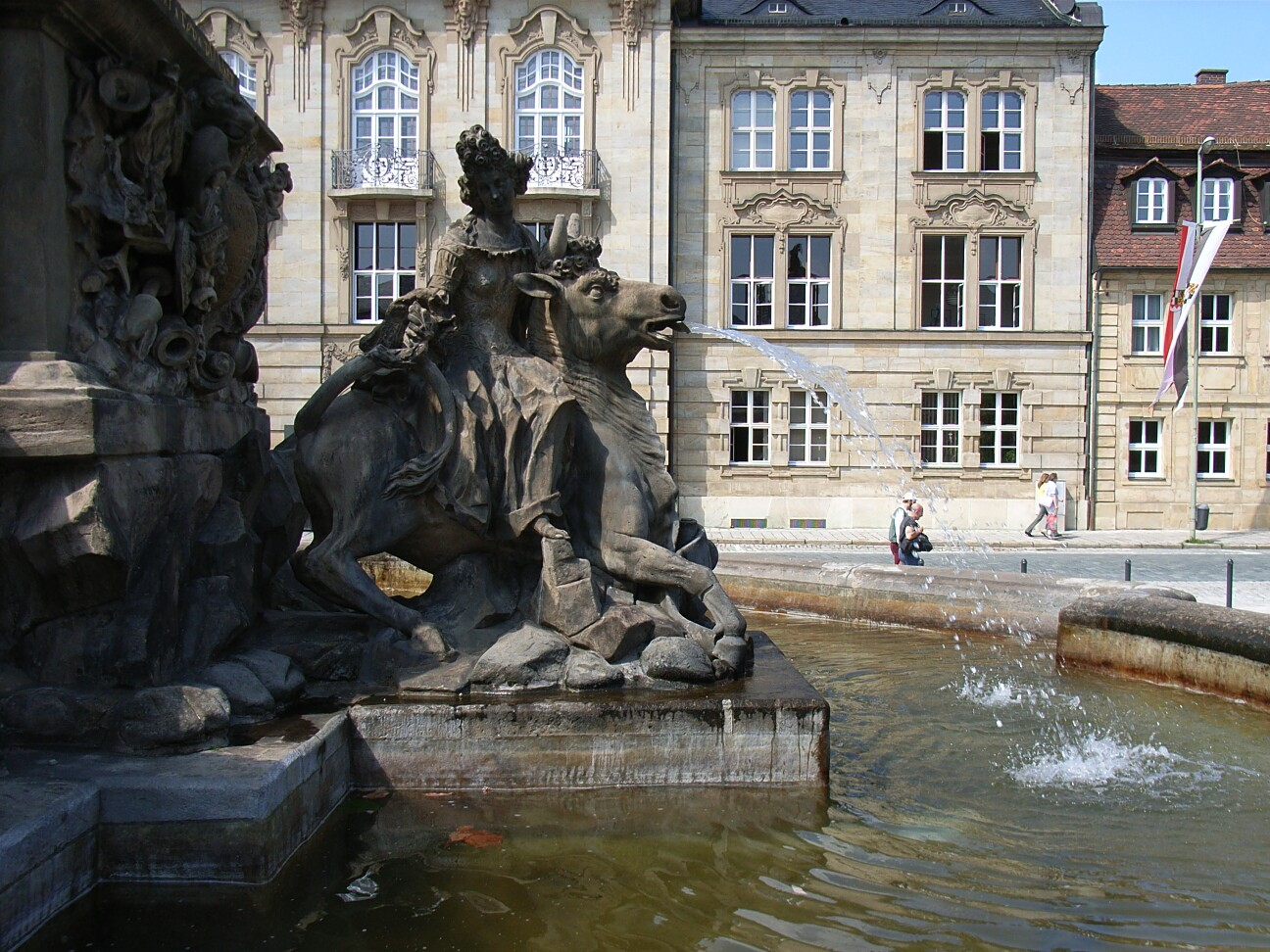
Európa na býkovi, Sála